# Sami Haddadin
Sami Haddadin (* 26. Juni 1980 in Neustadt am Rübenberge) ist ein Elektroingenieur, Informatiker, Unternehmer und Wissenschaftler im Bereich der Robotik und künstliche Intelligenz (KI). Von April 2018 bis Januar 2025 war er der Gründungs- und Executivedirektor der Munich Institute of Robotics and Machine Intelligence (TUM MIRMI) der Technischen Universität München (TUM) und Inhaber des Lehrstuhls für Robotik und Systemintelligenz. Sami Haddadin ist Vizepräsident für Forschung an der Mohamed bin Zayed University of Artificial Intelligence.

## Leben
Sami Haddadin wurde 1980 als ältestes von drei Kindern eines jordanischen Arztes und einer finnischen Krankenpflegerin geboren. Er wuchs gemeinsam mit seiner Schwester und seinem Bruder in seinem Geburtsort Neustadt am Rübenberge auf. Er ist verheiratet und Vater von drei Kindern. Er legte sein Abitur 1999 in Stolzenau am dortigen Gymnasium ab. Haddadin studierte Elektrotechnik und Informatik an den Universitäten von Hannover, der Fernuniversität in Hagen im finnischen Oulu und in München. Er erwarb Abschlüsse in Elektrotechnik, Informatik und Technologiemanagement der Technischen Universität München sowie dem Center for Digital Technology and Management (CDTM), einem gemeinsamen Institut der Technischen Universität München und der Ludwig-Maximilians-Universität München. Anschließend war er bis 2013 als wissenschaftlicher Mitarbeiter am DLR tätig. Er promovierte 2011 mit summa cum laude an der RWTH Aachen. Haddadin war von April 2014 bis April 2018 Lehrstuhlinhaber des Instituts für Regelungstechnik an der Gottfried Wilhelm Leibniz Universität Hannover. Vom 1. April 2018 bis Januar 2025 folgte er dem Ruf als Professor und Direktor des Munich Institute of Robotics and Machine Intelligence (TUM MIRMI) an die Technische Universität München (TUM). Er hat mehr als 200 wissenschaftliche Artikel veröffentlicht. Er ist einer der Gründer der in Deutschland ansässigen Roboterfirma Franka Emika GmbH. Sein Patent „Taktiler Roboter“ ist der jüngste Eintrag in der Sammlung „Meilenstein made in Germany“ (DPMA). Die Erfindung Panda Robotic Arm wurde in die Liste „Die 50 besten Erfindungen des Jahres 2018“ des TIME Magazins und in die September 2020 Ausgabe des National Geographic Magazins (Meet the Robots) aufgenommen. Sami Haddadin und sein Team haben in der Pinakothek der Moderne die Ausstellung KI.ROBOTIK.DESIGN konzipiert, in welcher die Entstehung, Gegenwart und Zukunft von Robotik und KI aufzeigt und erfahrbar macht.

## Preise und Auszeichnungen
2021 wurde Sami Haddadin als Mitglied in die Nationale Akademie der Wissenschaften Leopoldina aufgenommen.
Für 2019 wurde Haddadin der Gottfried Wilhelm Leibniz-Preis zugesprochen. Ebenfalls 2019 wurde er zum Mitglied der Deutschen Akademie der Technikwissenschaften (acatech) gewählt.
Am 29. November 2017 wurde ihm gemeinsam mit seinem Bruder Simon und Sven Parusel der mit 250.000 Euro dotierte Deutsche Zukunftspreis von Bundespräsident Frank-Walter Steinmeier verliehen. Damit wurde ihr Konzept „für kostengünstige, flexible und intuitiv bedienbare Roboter“ ausgezeichnet, das Automaten zu Helfern des Menschen mache.
2015 wurde Haddadin mit der Verleihung des Alfried-Krupp-Förderpreises für junge Hochschullehrer geehrt. Mit dem damit verbundenen Preisgeld in Höhe von 1 Million Euro sollte Haddadin seine Arbeiten über einen Zeitraum von fünf Jahren unabhängig vorantreiben können.
2014 wurde Haddadin nach Hannover an die Gottfried Wilhelm Leibniz Universität als Professor an die Fakultät für Elektrotechnik und Informatik berufen. Seinerzeit war er der jüngste Nachwuchswissenschaftler in Deutschland auf einem Lehrstuhl für Regelungstechnik.
2012 wurde Haddadins Doktorarbeit der Georges Giralt PhD Award verliehen.

## Ausgründungen von Robotertechnologie Startups
- 2016 – Gründer der Franka Emika GmbH, München[27]
- 2014–2016 CEO und Gründer der KBee AG, München[27]
- 2012–2014 CEO und Gründer der Kastanienbaum GmbH, München[27]

Die Franka Emika GmbH, welche zwischenzeitlich von Sami Haddadins Bruder, Simon Haddadin, als CEO geführt wurde, musste im November 2023 wegen Zahlungsunfähigkeit und Überschuldung beim Landesgericht München das Insolvenzverfahren eröffnen.

## Mitgliedschaften und Weiteres
Gemeinsam mit der Region Hannover und der Leibniz Universität hat Haddadin das Ausbildungs-Programm Roboterfabrik entwickelt, das ab Oktober 2017 an verschiedenen Schulen anlief. Haddadin war Teil von Gruppen wie der EU High-Level Expert Group on Artificial Intelligence (in 2018), der EU High-Level Industrial Roundtable „Industry 2030“ (in 2018), der KI-Enquete-Kommission Künstliche Intelligenz, Bundestag (in 2018) und der Kommission Niedersachsen 2030 (2019–2020). Seit 2019 ist er Mitglied Deutsche Akademie der Technikwissenschaften (acatech) und im Zukunftsrat der Bayerischen Wirtschaft. Seit 2020 ist er Vorsitzender des Bayerischen KI-Rats. Seit 2021 ist er Mitglied der Nationalen Akademie der Wissenschaften Leopoldina.

## Veröffentlichungen
- Google-Scholar-Profil von Sami Haddadin
- J. Kühn, C. Bagnato, E. Burdet, S. Haddadin: Arm movement adaptation to concurrent pain constraints. In: Scientific Reports. Band 11, 2021, S. 6792.[40]
- M. Tröbinger, …, S. Haddadin u. a.: Introducing GARMI - A Service Robotics Platform to Support the Elderly at Home: Design Philosophy, System Overview and First Results. In: IEEE Robotics and Automation Letters. vol. 6, no. 3, Juli 2021, S. 5857–5864.[41]
- S. Haddadin, L. Johannsmeier, F. D. Ledezma: Tactile robots as a central embodiment of the Tactile Internet. In: Proceedings of the IEEE. Band 107, Nr. 2, 2018, S. 471–487.[42]
- S. Haddadin, K. Krieger, A. Albu-Schäffer, T. Lilge: Exploiting elastic energy storage for “blind” cyclic manipulation: Modeling, stability analysis, control, and experiments for dribbling. In: IEEE Transactions on Robotics. Band 34, Nr. 1, 2018, S. 91–112.[43]
- T. Tomic, C. Ott, S. Haddadin: External Wrench Estimation, Collision Detection, and Reflex Reaction for Flying Robots. In: IEEE Transactions on Robotics. Band 33, Nr. 6, 2017, S. 1467–1482.[44]
- S. Haddadin, A. De Luca, A. Albu-Schäffer: Robot Collisions: A Survey on Detection, Isolation, and Identification. In: IEEE Transactions on Robotics. Band 33, Nr. 6, 2017, S. 1292–1312.[45]
- S. Haddadin, E. Croft: Physical Human–Robot Interaction. In: B. Siciliano, O. Khatib (Hrsg.): Springer Handbook of Robotics. (= Springer Handbooks). Springer, Cham 2016.[46]
- S. Haddadin: Towards Safe Robots. (= Springer Tracts in Advanced Robotics. 90). Springer, Berlin/ Heidelberg 2014.[47]
- S. Haddadin, S. Haddadin, A. Khoury, T. Rokahr, S. Parusel, R. Burgkart, A. Bicchi, Albu-Schäffer. A: On making robots understand safety: Embedding injury knowledge into control. In: The International Journal of Robotics Research. Band 31, Nr. 13, 2012, S. 1578–1602.[48]
- S. Haddadin, A. Albu-Schäffer, G. Hirzinger: G. Requirements for safe robots: Measurements, analysis and new insights. In: The International Journal of Robotics Research. Band 28, Nr. 11-12, 2009, S. 1507–1527.[49]

## Belege
1. ↑  Dirk Engelmann: KBee AG – außerordentliche Hauptversammlung 2017 auf der Seite des DEAID (Deutscher Aktien-Informations-Dienst) vom 9. Februar 2017, zuletzt abgerufen am 27. Juli 2017.
2. 1 2  Bärbel Hilbig: Roboterforscher geht nach München / Leibniz-Uni verliert den Spitzenwissenschaftler Prof. Sami Haddadin (Memento des Originals vom 6. November 2019 im Internet Archive)  Info: Der Archivlink wurde automatisch eingesetzt und noch nicht geprüft. Bitte prüfe Original- und Archivlink gemäß Anleitung und entferne dann diesen Hinweis.. In: Hannoversche Allgemeine Zeitung. 15. Juli 2017, S. 21.
3. ↑  TUM Professoren - Haddadin_Sami. Abgerufen am 4. November 2021 (deutsch).
4. ↑  Sami Haddadin Archives. In: MBZUAI. Abgerufen am 21. Februar 2025 (amerikanisches Englisch).
5. 1 2  Sebastian Balzer: Der Professor und seine Roboter/ Sami Haddadin erhält den Leibniz-Preis als Deutschlands bester Wissenschaftler ..., in: Frankfurter Allgemeine Sonntagszeitung vom 10. März 2019, S. 24.
6. ↑  o. V.: Mittelpunkt Mensch - Roboterassistenten für eine leichtere Zukunft auf der Seite deutscher-zukunftspreis.de [2017]
7. ↑  idw-online.de
8. ↑  Leibniz Prizes for Sami Haddadin and Brenda Schulman. Ehemals im Original (nicht mehr online verfügbar); abgerufen am 15. Mai 2019 (englisch). (Seite nicht mehr abrufbar. Suche in Webarchiven)
9. ↑  DLR: Deutscher Zukunftspreis 2017 geht an DLR-Ausgründer. In: DLR Portal. (dlr.de [abgerufen am 21. November 2018]).
10. ↑  Vergleiche die Angaben im Katalog der Deutschen Nationalbibliothek
11. ↑  IRT - Former Staff. Archiviert vom Original (nicht mehr online verfügbar) am 21. November 2018; abgerufen am 21. November 2018.  Info: Der Archivlink wurde automatisch eingesetzt und noch nicht geprüft. Bitte prüfe Original- und Archivlink gemäß Anleitung und entferne dann diesen Hinweis.
12. ↑  TUM Professoren - Haddadin_Sami. Abgerufen am 4. November 2021 (deutsch).
13. ↑  Google Scholar Citations. Abgerufen am 21. November 2018.
14. ↑  CV - Lehrstuhl für Robotik und Systemintelligenz. Archiviert vom Original (nicht mehr online verfügbar) am 9. September 2021; abgerufen am 9. September 2021.  Info: Der Archivlink wurde automatisch eingesetzt und noch nicht geprüft. Bitte prüfe Original- und Archivlink gemäß Anleitung und entferne dann diesen Hinweis.
15. ↑  Jan Demmerle-for &hwy GmbH: 5 minutes with … Dr. Simon Haddadin, CEO of Franka Emika GmbH. Abgerufen am 15. Dezember 2021 (englisch).
16. ↑  DPMA | Postergalerie der Erfindungen. Abgerufen am 9. September 2021.
17. ↑  How We Chose the 50 Best Inventions of 2018. Abgerufen am 15. Dezember 2021 (englisch).
18. ↑  The robotics revolution is here, and it's changing how we live. 18. August 2020, abgerufen am 15. Dezember 2021 (englisch).
19. ↑  Ingo Maurer Intim. Design or what? Abgerufen am 9. September 2021 (deutsch).
20. ↑  Mitgliedseintrag von Sami Haddadin bei der Deutschen Akademie der Naturforscher Leopoldina
21. ↑  Florian Schumann, Sarah Reim: Roboterforscher Sami Haddadin bekommt einen Leibniz-Preis, Der Tagesspiegel vom 6. Dezember 2018, zuletzt abgerufen am 12. März 2019.
22. ↑  www.bundespraesident.de: Der Bundespräsident / Reisen und Termine / Verleihung des Deutschen Zukunftspreises 2017. Abgerufen am 4. November 2021.
23. ↑  www.bundespraesident.de: Der Bundespräsident / Reisen und Termine / Verleihung des Deutschen Zukunftspreises 2017. Abgerufen am 4. November 2021.
24. ↑  Prof. Sami Haddadin erhält Alfried Krupp-Förderpreis für junge Hochschullehrer, dotiert mit einer Million Euro. Abgerufen am 4. November 2021.
25. ↑  Team – roboterfabrik – Leibniz University Hannover. Abgerufen am 4. November 2021 (englisch).
26. ↑  Corina Radu: Georges Giralt PhD Award. Abgerufen am 4. November 2021 (englisch).
27. 1 2 3  Deutscher Bundestag - Haddadin, Prof. Dr. Sami. In: Deutscher Bundestag. (bundestag.de [abgerufen am 11. Februar 2023]).
28. ↑  Ministerium der Justiz des Landes Nordrhein Westfalen: Öffentliche Bekanntmachung,. In: Insolvenzbekanntmachungen. Ministerium der Justiz des Landes Nordrhein Westfalen, 2. November 2023, abgerufen am 16. August 2025.
29. ↑  Franka Emika stellt Insolvenzantrag | ROBOTIK UND PRODUKTION. In: Robotik und Produktion. 5. September 2023 (robotik-produktion.de [abgerufen am 16. August 2025]).
30. ↑  Team – roboterfabrik – Leibniz University Hannover. Abgerufen am 4. November 2021 (englisch).
31. ↑  Über die roboterfabrik (Memento des Originals vom 6. November 2019 im Internet Archive)  Info: Der Archivlink wurde automatisch eingesetzt und noch nicht geprüft. Bitte prüfe Original- und Archivlink gemäß Anleitung und entferne dann diesen Hinweis. Leibniz Universität Hannover, abgerufen am 6. November 2019.
32. ↑  Nathalie Smuha: AI HLEG - steering group of the European AI Alliance. 12. Juni 2018, abgerufen am 9. September 2021 (englisch).
33. ↑  Register of Commission expert groups and other similar entities. Abgerufen am 9. September 2021.
34. ↑  Deutscher Bundestag - Enquete-Kommission „Künstliche Intelligenz“. Archiviert vom Original (nicht mehr online verfügbar) am 31. Oktober 2020; abgerufen am 9. September 2021.  Info: Der Archivlink wurde automatisch eingesetzt und noch nicht geprüft. Bitte prüfe Original- und Archivlink gemäß Anleitung und entferne dann diesen Hinweis.
35. ↑  Mitglieder der Kommission | Portal Niedersachsen. Abgerufen am 9. September 2021.
36. ↑  Sami Haddadin Munich School of Robotics and Machine Intelligence. In: acatech - National Academy of Science and Engineering. Archiviert vom Original (nicht mehr online verfügbar) am 9. September 2021; abgerufen am 9. September 2021 (britisches Englisch).  Info: Der Archivlink wurde automatisch eingesetzt und noch nicht geprüft. Bitte prüfe Original- und Archivlink gemäß Anleitung und entferne dann diesen Hinweis.
37. ↑  Der Zukunftsrat und seine Mitglieder. Abgerufen am 9. September 2021.
38. ↑  TUM-Professor Sami Haddadin ist Vorsitzender des Bayerischen KI-Rats. Abgerufen am 9. September 2021.
39. ↑  Mitglieder. Abgerufen am 9. September 2021.
40. ↑  Johannes Kühn, Carlo Bagnato, Etienne Burdet, Sami Haddadin: Arm movement adaptation to concurrent pain constraints. In: Scientific Reports. Band 11, Nr. 1, 24. März 2021, ISSN 2045-2322, S. 6792, doi:10.1038/s41598-021-86173-7 (nature.com [abgerufen am 9. September 2021]).
41. ↑  Mario Tröbinger, Christoph Jähne, Zheng Qu, Jean Elsner, Anton Reindl: Introducing GARMI - A Service Robotics Platform to Support the Elderly at Home: Design Philosophy, System Overview and First Results. In: IEEE Robotics and Automation Letters. Band 6, Nr. 3, Juli 2021, ISSN 2377-3766, S. 5857–5864, doi:10.1109/LRA.2021.3082012 (ieee.org [abgerufen am 9. September 2021]).
42. ↑  Sami Haddadin, Lars Johannsmeier, Fernando Díaz Ledezma: Tactile Robots as a Central Embodiment of the Tactile Internet. In: Proceedings of the IEEE. Band 107, Nr. 2, Februar 2019, ISSN 1558-2256, S. 471–487, doi:10.1109/JPROC.2018.2879870 (ieee.org [abgerufen am 9. September 2021]).
43. ↑  Sami Haddadin, Kai Krieger, Alin Albu-Schäffer, Torsten Lilge: Exploiting Elastic Energy Storage for “Blind” Cyclic Manipulation: Modeling, Stability Analysis, Control, and Experiments for Dribbling. In: IEEE Transactions on Robotics. Band 34, Nr. 1, Februar 2018, ISSN 1941-0468, S. 91–112, doi:10.1109/TRO.2017.2765684 (ieee.org [abgerufen am 9. September 2021]).
44. ↑  Teodor Tomić, Christian Ott, Sami Haddadin: External Wrench Estimation, Collision Detection, and Reflex Reaction for Flying Robots. In: IEEE Transactions on Robotics. Band 33, Nr. 6, Dezember 2017, ISSN 1941-0468, S. 1467–1482, doi:10.1109/TRO.2017.2750703 (ieee.org [abgerufen am 9. September 2021]).
45. ↑  Sami Haddadin, Alessandro De Luca, Alin Albu-Schäffer: Robot Collisions: A Survey on Detection, Isolation, and Identification. In: IEEE Transactions on Robotics. Band 33, Nr. 6, Dezember 2017, ISSN 1941-0468, S. 1292–1312, doi:10.1109/TRO.2017.2723903 (ieee.org [abgerufen am 9. September 2021]).
46. ↑  Sami Haddadin, Elizabeth Croft: Physical Human–Robot Interaction. In: Springer Handbook of Robotics (= Springer Handbooks). Springer International Publishing, Cham 2016, ISBN 978-3-319-32552-1, S. 1835–1874, doi:10.1007/978-3-319-32552-1_69 (springer.com [abgerufen am 9. September 2021]).
47. ↑  Sami Haddadin: Towards Safe Robots: Approaching Asimov’s 1st Law (= Springer Tracts in Advanced Robotics). Springer-Verlag, Berlin Heidelberg 2014, ISBN 978-3-642-40307-1 (springer.com [abgerufen am 9. September 2021]).
48. ↑  Sami Haddadin, Simon Haddadin, Augusto Khoury, Tim Rokahr, Sven Parusel: On making robots understand safety: Embedding injury knowledge into control. In: The International Journal of Robotics Research. Band 31, Nr. 13, 1. November 2012, ISSN 0278-3649, S. 1578–1602, doi:10.1177/0278364912462256 (sagepub.com [abgerufen am 9. September 2021]).
49. ↑  Sami Haddadin, Alin Albu-Schäffer, Gerd Hirzinger: Requirements for Safe Robots: Measurements, Analysis and New Insights. In: The International Journal of Robotics Research. Band 28, Nr. 11-12, 1. November 2009, ISSN 0278-3649, S. 1507–1527, doi:10.1177/0278364909343970 (sagepub.com [abgerufen am 9. September 2021]).

| Personendaten    | Personendaten                           |
| ---------------- | --------------------------------------- |
| NAME             | Haddadin, Sami                          |
| KURZBESCHREIBUNG | deutscher Robotiker und Hochschullehrer |
| GEBURTSDATUM     | 26. Juni 1980                           |
| GEBURTSORT       | Neustadt am Rübenberge                  |